# Chiesa di Santa Maria La Nova (Scicli)
La chiesa di Santa Maria La Nova è una delle chiese di Scicli, nel Libero consorzio comunale di Ragusa. Sita in fondo alla cava omonima, è la più vasta della città per superficie. Dal 9 luglio 1994, la chiesa è sede del Santuario di Maria Santissima della Pietà.

## Storia
La fondazione di un culto mariano nel sito della cava di Santa Maria La Nova è di datazione antichissima e incerta, probabilmente di età bizantina. Alcune fonti documentano la presenza di una piccola chiesa dedicata a Sancta Maria Pietatis, che alcuni studiosi oggi assimilano semplicemente alla chiesa esistente.
La grande fabbrica ha attraversato vicende costruttive particolarmente complesse e travagliate e numerose ricostruzioni, rese possibili grazie alla costante floridezza economica, legata alle rendite e ai lasciti di cui poteva vantarsi la sua Confraternita, che da sempre regge le sorti della chiesa. La maggior parte delle notizie che si hanno sono riferibili all'edificio seicentesco e alle successive ricostruzioni. La suddetta Confraternita nel XVI secolo acquisì l'ingente eredità del banchiere palermitano Pietro di Lorenzo, detto Busacca. Questa massiccia disponibilità economica permise alla Confraternita non solo di avviare una serie di azioni sociali (la costruzione di un grande e moderno Ospedale, l'istituzione di un fondo per le doti da destinare alle ragazze meno abbienti, etc.), ma anche di edificare in pieno centro una sede degna e maestosa per la fondazione benefica, che faceva capo alle rendite di Busacca, e di riedificare la propria chiesa, affidando i lavori ai capimastri e agli architetti più in voga.
Nel 1878, nell'archivio dell'Arciconfraternita di Santa Maria La Nova di Scicli, furono scoperti antichi preziosi manoscritti, tra i quali i Codici Sciclitani.

## Descrizione

### Esterno

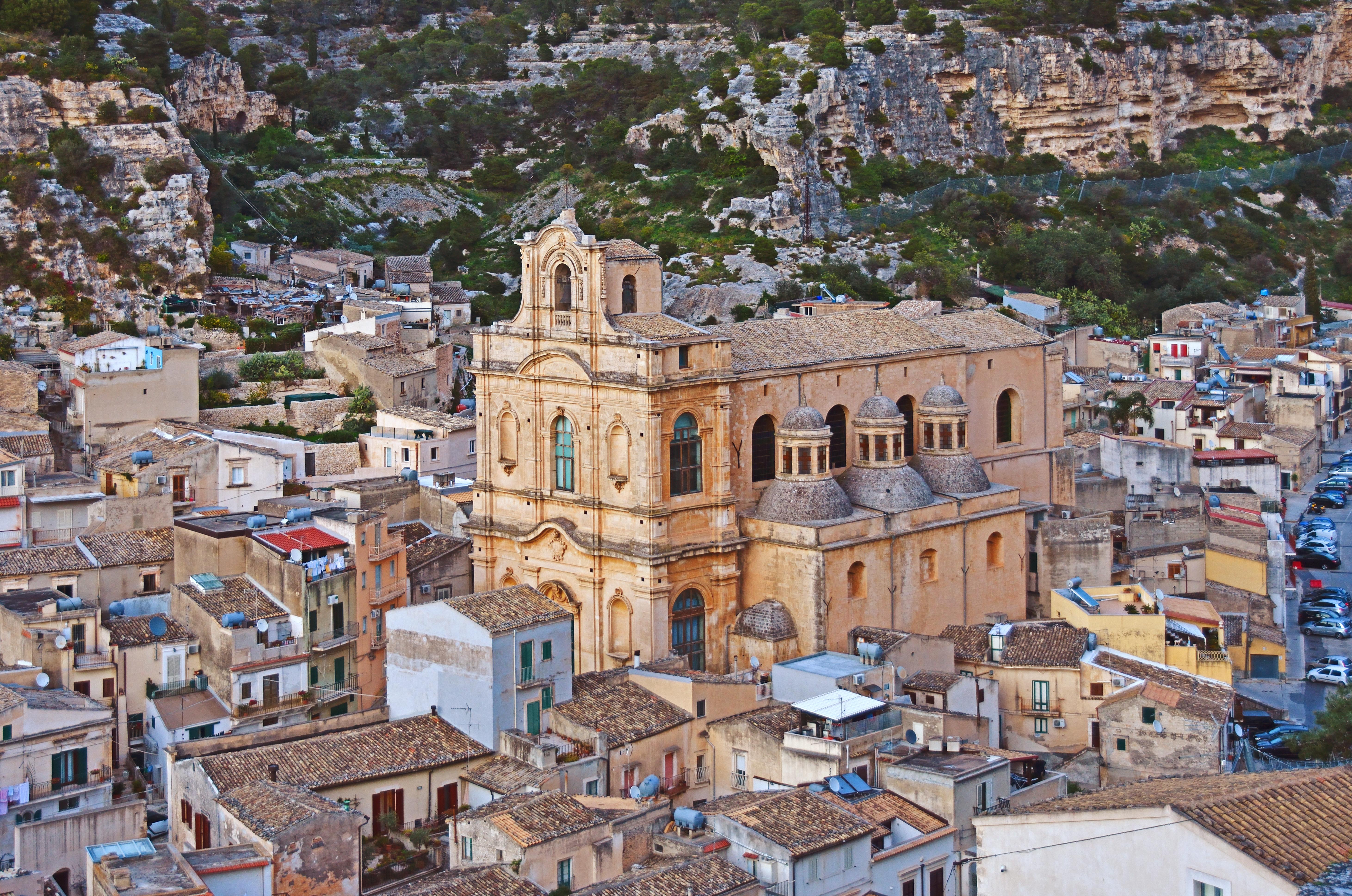
Veduta angolare dell'esterno e della cava dal Colle di San Matteo, 2020

L'imponente fronte attuale è frutto di un vasto intervento di tamponamento della facciata settecentesca (a portico e loggia) tuttora leggibile; come da tradizione sud-orientale, le facciate sono organismi plastici con un notevole sviluppo verticale (facciate-torri) che fungevano spesso anche da campanili. L'edificio mostra una veste neoclassica, leggibile più chiaramente all'interno che all'esterno per via dell'uso razionale delle paraste, che seguono regole armoniche che sembrano mutuate dagli edifici termali romani.

### Interno
L'interno è frutto dell'ultima grande ricostruzione (preceduta dalla ricostruzione seicentesca e da quella settecentesca post-sisma del 1693) e si presenta come una spaziosa aula voltata alla quale fanno capo tre cappelle cupolate per lato; queste sono comunicanti e costituiscono in una visione assiale delle navate laterali.

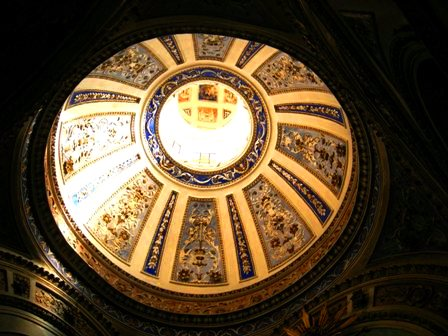
Cupola di una delle sei cappelle, 2010

Il profondo coro quadrangolare di Giuseppe Venanzio Marvuglia conclude la grande aula dalla quale è separato dal consueto arco trionfale.

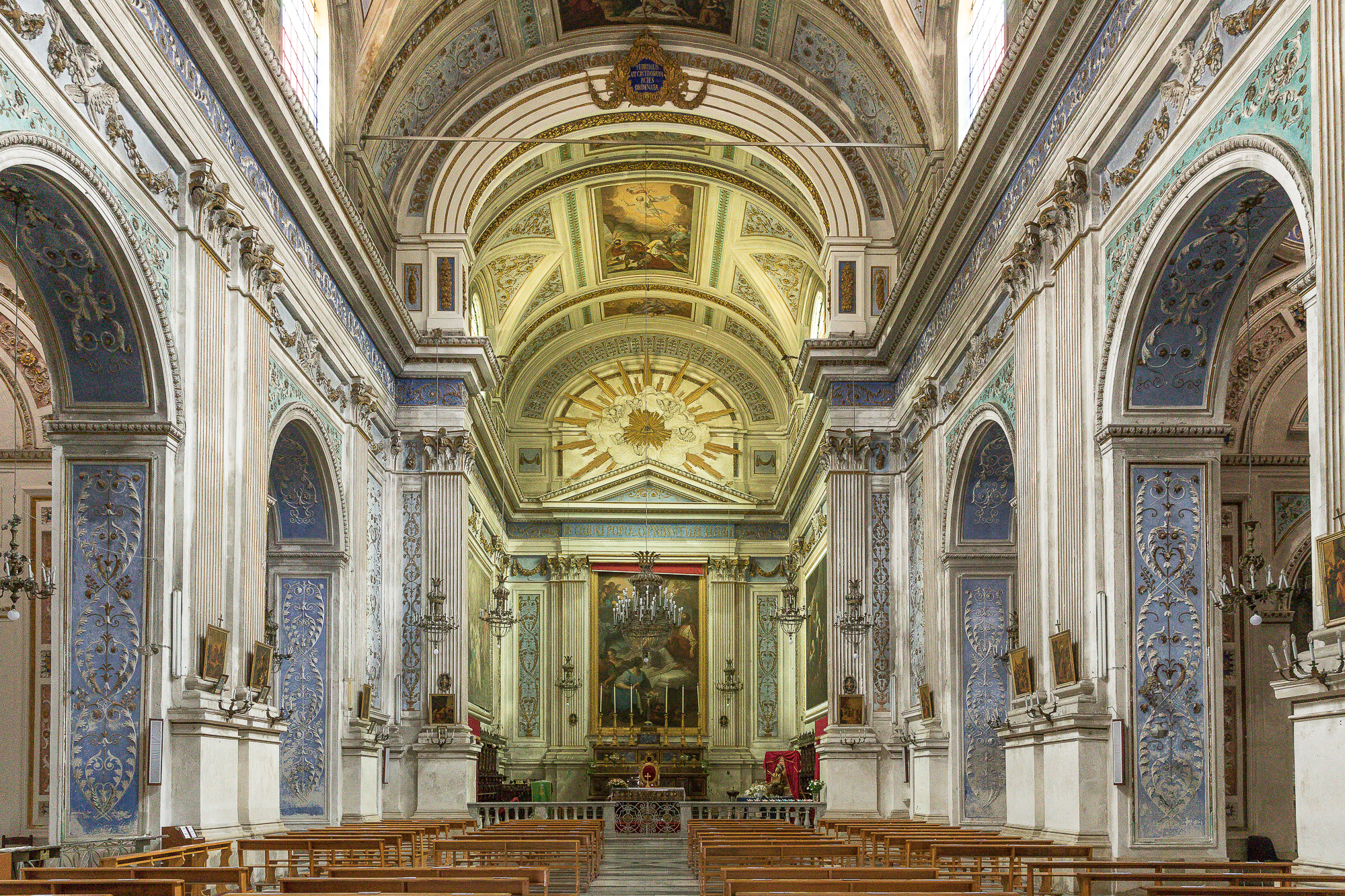
Navata centrale ed abside di Giuseppe Venanzio Marvuglia, 2020

L'intero complesso è incredibilmente denso di sculture, pitture e reliquie di grande interesse per antichità e pregio. Annesso all'edificio ecclesiale, vi sono il cosiddetto giardino di San Guglielmo, l'omonima Chiesetta e il tronco del cipresso che la tradizione vuole piantato dal santo.